# خولیه‌تا سیلبربرگ
خولیه‌تا سیلبربرگ (اسپانیایی: Julieta Zylberberg‎؛ زادهٔ ۴ مارس ۱۹۸۳) بازیگر اهل آرژانتین است. وی از سال ۱۹۹۵ میلادی تاکنون مشغول فعالیت بوده‌است.
از فیلم‌ها یا برنامه‌های تلویزیونی که وی در آن نقش داشته‌است، می‌توان به دختر مقدس و قصه‌های وحشی اشاره کرد.